# Красный Бор (Вешкаймский район)
Красный Бор — село в Вешкаймском районе Ульяновской области России, входит в Вешкаймское городское поселение.

## География
Расположено на р. Барыш, в 9 км к юго-востоку от районного центра Вешкайма.

## История
Основано в 1679 году, как Козьмодемьянская Слобода, солдатами выборного полка.
В писцовой книге 1685—1686 годов об этом селе сказано: «Козьмодемьянская Слобода, на реке Барыше. А в нём церковь во имя святых бессеребренников Козьмы и Домьяна…».
В 1780 году, при создании Симбирское наместничество, село Козмодемьянское Соплевка тож, пахотных солдат, вошло в состав Карсунского уезда.
В 1859 году село Соплевка входило в состав 1-го стана Карсунского уезда Симбирской губернии, в котором жило в 211 дворах 1985 человек, имелась церковь.
В 1897 году прихожанами был построен деревянный храм. Престолов в нём три: главный — во имя Живоначальные Троицы, в правом приделе — во имя свв. безсребренников и чудотворцев Космы и Дамиана и в левом — во имя Святителя и Чудотворца Николая. 
В марте 1919 года в селе произошла «Чапанная война», в которой переговоры закончились трагически: политкомиссар Репинский, председатель уездного ЧК Чесноков и коммунист Кожевников повстанцами были убиты.
До 1928 года входило в состав Карсунского уезда Симбирской губернии, затем в Карсунском районе, а с 25 января 1935 года в Вешкаймском районе.
В 1934 году село Соплёвка переименована в Красный Бор.

## Население
| 2002 | 2010 |
| ---- | ---- |
| 1040 | ↘817 |

## Известные жители
- В селе 12 сентября 1912 года родился Михаил Яковлевич Малкин, кавалер ордена Славы трёх степеней
- Восковский, Анатолий Иванович (12 декабря 1924 — 2 мая 1994) — кавалер ордена Славы трёх степеней[10].
- Волчков, Николай Яковлевич.

## Достопримечательности
- Памятник С. Л. Репинскому[11].
- Крест на месте уничтоженного храма (Памятный Крест),
- Памятник погибшим героям Великой Отечественной войны (1974)[12].